# Barbara (prénom)
Pour les articles homonymes, voir Barbara (homonymie).
Barbara est un prénom féminin issu du grec barbaros, qui signifie « celui qui ne parle pas le grec » et par extension, « étranger ».
Religion catholique
Il a été repris tel quel en latin. 
Le nom est donné en référence à une sainte très populaire dans toute l'Europe : Barbe d'Héliopolis (ou de Nicomédie) morte martyre vers 306. C'est la patronne des mineurs, des artificiers et, au Proche-Orient, des architectes.[réf. nécessaire]

## Variantes
- dans la plupart des langues : Barbara
- formes françaises : Barbe et Barberine[2].

- grec : Barbara
- russe : Варвара
- ukrainien : Варвара (Varvara)
- tchèque : Barbora
- diminutif anglais : Barbie
- diminutif polonais : Basia (Bacha) , Baśka (Bachka)
- diminutif allemand / autrichien : Bärbel, Bärbl, Babsie

## Barbara comme prénom
- Barbara Beretta, actrice française de doublage et fille de Daniel Beretta
- Barbara Kelsch, actrice française de doublage
- Barbara, chanteuse française,
- Barbara Joan Streisand, chanteuse, actrice, réalisatrice, et productrice américaine.
- Barbara Bonfiglio, alias Misstress Barbara, Dee Jay canadienne,
- Barbara Cartland, écrivain britannique,
- Barbara Cassin, philologue et helléniste,
- Barbara Choe Yong-i, laïque martyre coréenne, sainte,
- Barbara Hendricks, cantatrice,
- Barbara Honigmann, romancière et peintre allemande,
- Barbara McClintock, cytogénéticienne,
- Bárbara Mori, actrice mexicaine,
- Barbara Scaff, actrice et chanteuse américano-française
- Barbara Schulz, actrice française,
- Barbara Sim A-gi, martyre coréenne,
- Barbara Tissier, actrice française
- Barbara Walters, animatrice de télévision, productrice et actrice américaine,
- Barbara Laurent, chanteuse française.
- Barbara Carlotti, chanteuse française.
- Barbara Palvin, top model hongroise.
- Barbara Bush, épouse de George H. W. Bush et ancienne première dame des Etats-Unis.
- Barbara Pravi, chanteuse française
- Voir aussi : Tous les articles commençant par « Barbara ».